# ألبرت غوتفريد ديتريش
ألبرت غوتفريد ديتريش (1795-1856) (بالإنجليزية: Albert Gottfried Dietrich)‏ هو عالم نبات ألماني.